# Малая Шолга
Малая Шолга — река в России, протекает в Подосиновском районе Кировской области. Правая составляющая реки Шолга (левая — Большая Шолга). Длина реки составляет 24 км. В 3 км от устья принимает справа реку Ножовка.
Исток реки в болотах на границе с Вологодской областью в 15 км к юго-западу от города Луза. Река в верхнем течении течёт на восток, затем резко поворачивает на юго-запад. Всё течение проходит по ненаселённому лесному массиву. Притоки — Токовка (левый), Ножовка (правый). Сливается с Большой Шолгой, образуя реку Шолга у села Заречье. Ширина реки в нижнем течении около 6 метров.

## Данные водного реестра
По данным государственного водного реестра России и геоинформационной системы водохозяйственного районирования территории РФ, подготовленной Федеральным агентством водных ресурсов:
- Бассейновый округ — Двинско-Печорский
- Речной бассейн — Северная Двина
- Речной подбассейн — Малая Северная Двина
- Водохозяйственный участок — Юг
- Код водного объекта — 03020100212103000011603